# West Jefferson, North Carolina
West Jefferson är en kommun (town) i Ashe County i North Carolina. Vid 2010 års folkräkning hade West Jefferson 1 299 invånare.